# Phyllanthus jaffrei
Phyllanthus jaffrei är en emblikaväxtart som beskrevs av Maurice Schmid. Phyllanthus jaffrei ingår i släktet Phyllanthus och familjen emblikaväxter. Inga underarter finns listade i Catalogue of Life.